# Plaça Tahrir

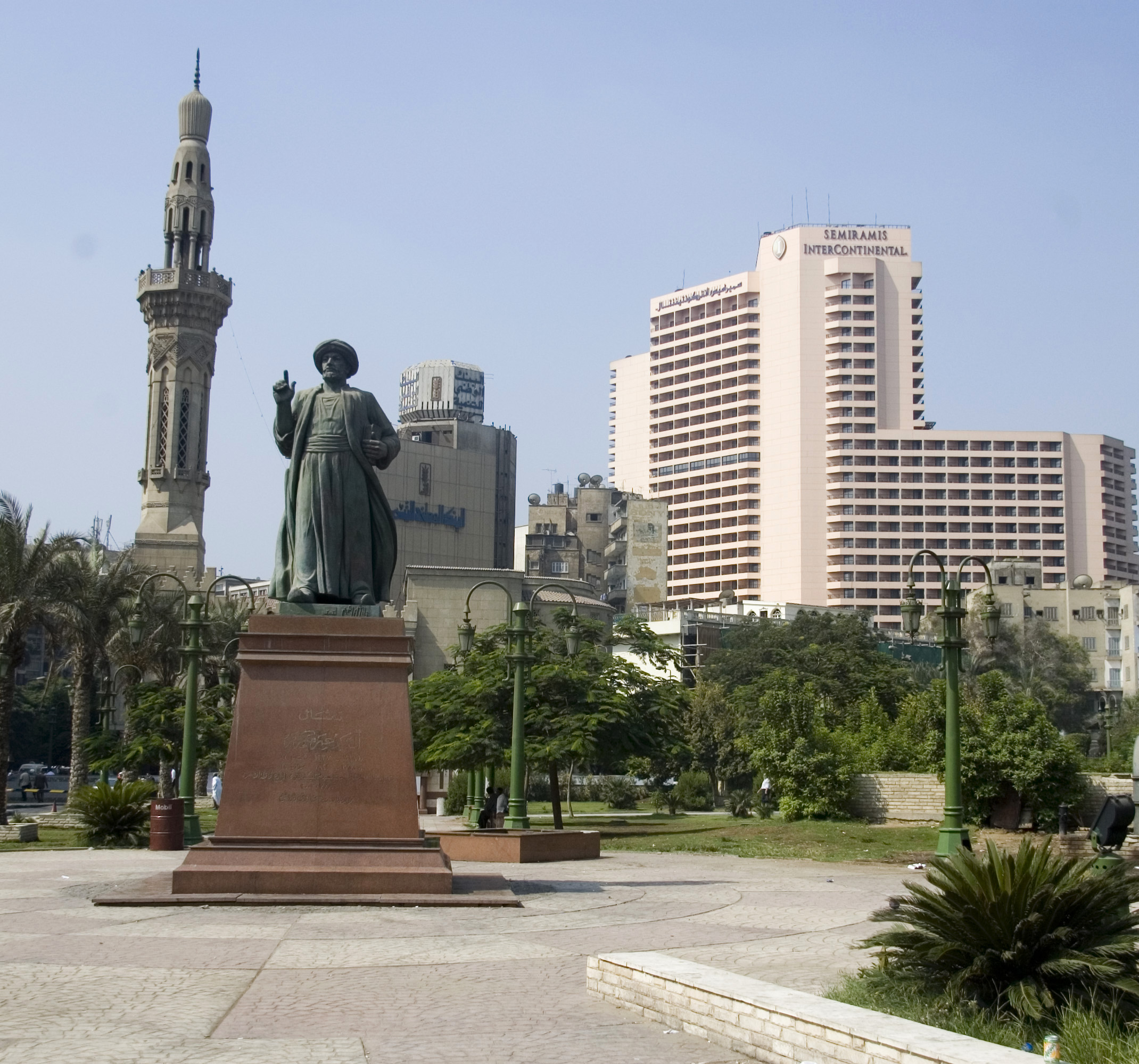
Estàtua d'Omar Makram a la plaça Tahrir.

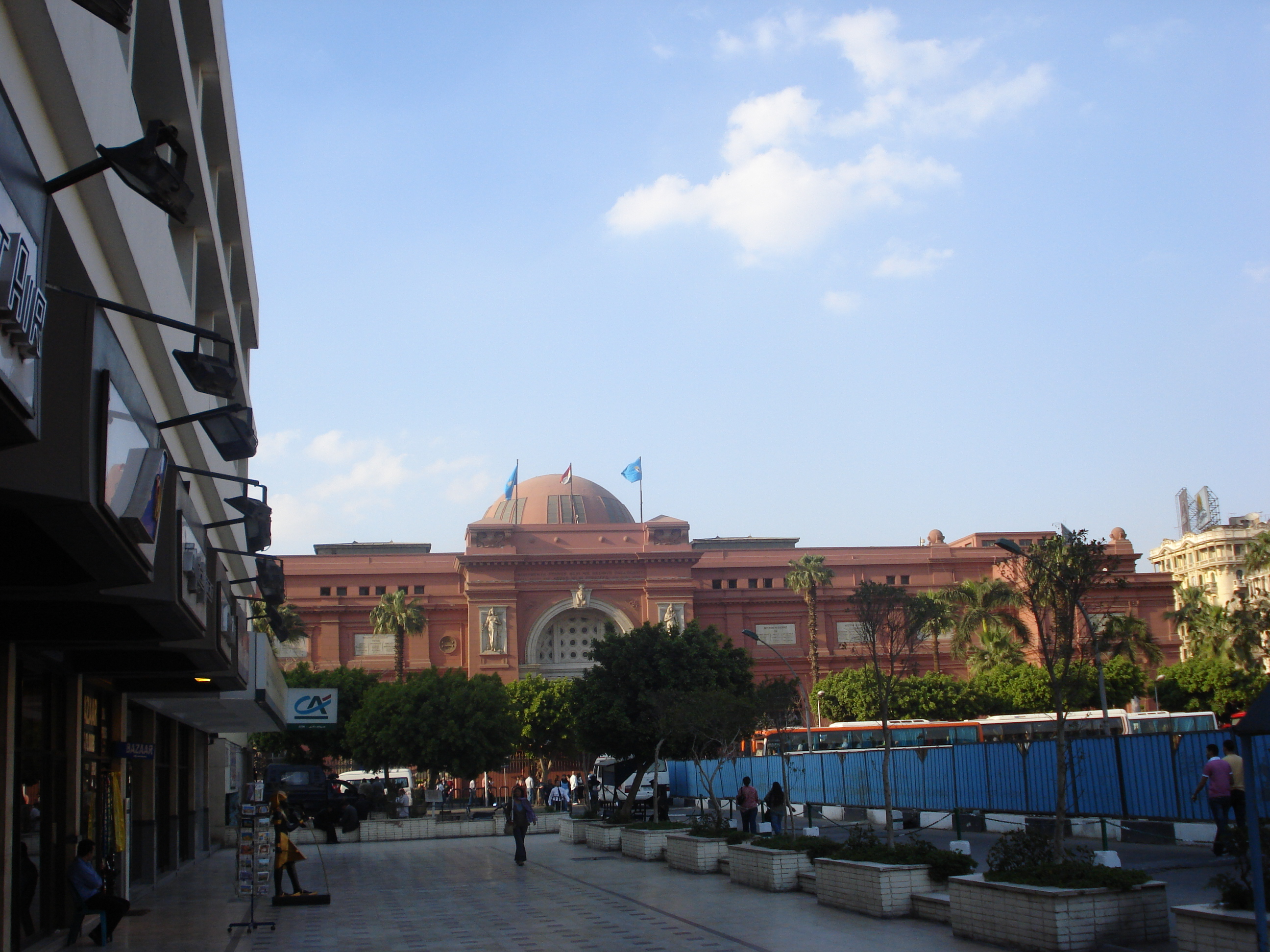
Plaça Tahrir amb el Museu Egipci al fons.

La plaça Tahrir o plaça de l'Alliberament (àrab: ميدان التحرير, maydān at-Taḥrīr) és la plaça pública més gran del centre urbà del Caire, Egipte. La plaça va ser anomenada originalment "Midan Ismailia", després del mandat del virrei Ismail, que va promoure el nou disseny del centre urbà del Caire.
Després de la Revolució egípcia de 1952, que transformà a Egipte d'una monarquia constitucional en una república, van canviar el nom de la plaça per "Midan Tahrir" o plaça de l'Alliberament.

## Descripció
La plaça Tahrir es troba en l'extrem occidental de l'històric carrer "Qasr al-Ayn" i prop del pont Qasr al-Nil, que creua el riu Nil. Circumval·lant la plaça, s'hi troben situats: el Museu Egipci, l'edifici de la seu Partit Nacional Democràtic (PND), el "Mogamma" (edifici governamental), la seu de la Lliga Àrab, l'Hotel Nil i el campus de la Universitat Americana del Caire.
El Metro del Caire té una parada a la plaça de Tahrir, anomenada estació de Sadat, que uneix dues línies del centre del Caire, vinculant Guiza, Maadi i Helwan a la resta de l'Àrea Metropolitana del Caire.
A la plaça, hi ha una estàtua del xeic Omar Makram, erigida el 2003.

## Ús públic i manifestacions

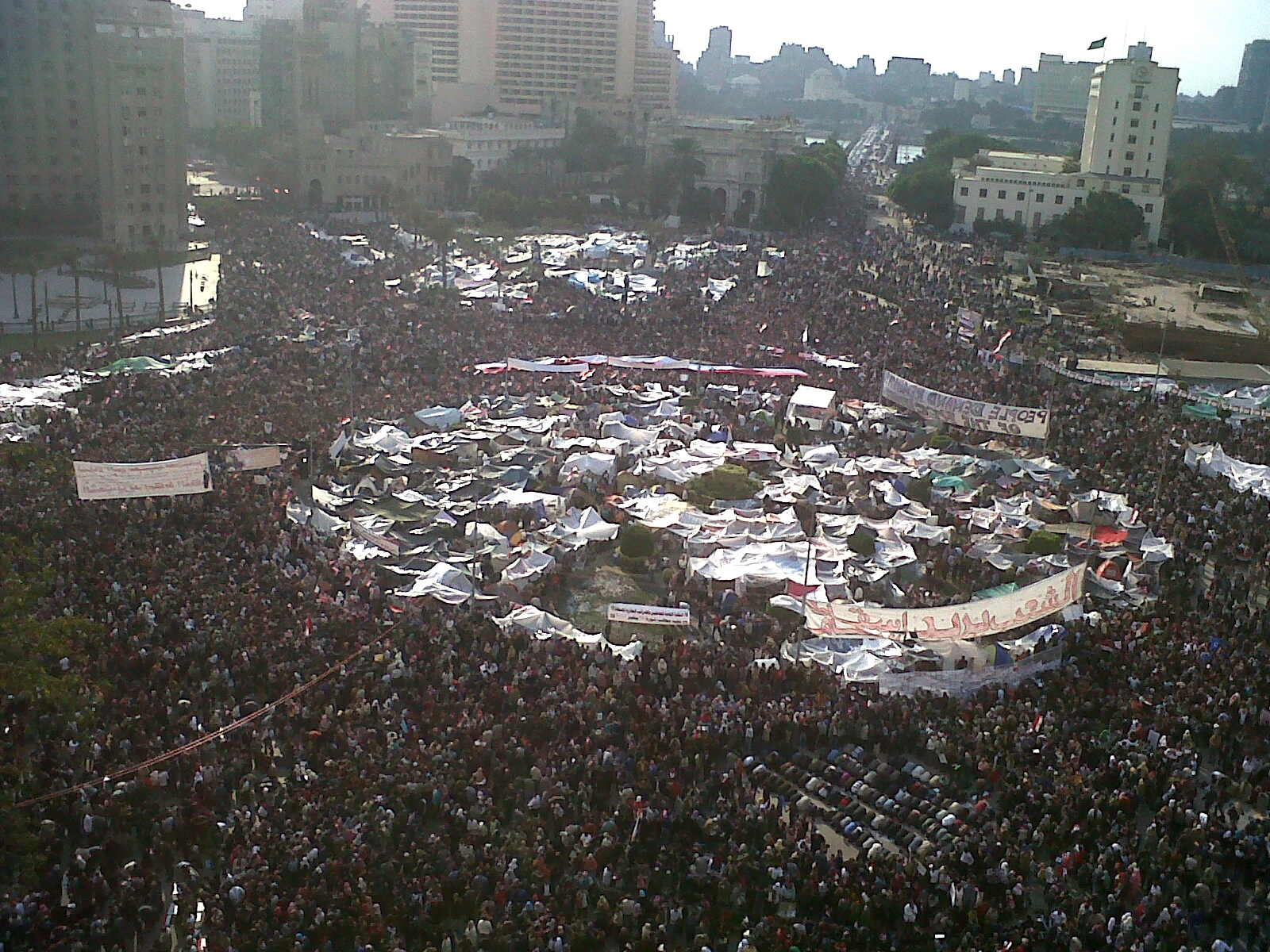
Aspecte de la plaça Tahrir el 8 de febrer de 2011, durant la revolució egípcia que va enderrocar l'aleshores president Hosni Mubàrak.

La plaça de Tahrir ha estat testimoni de nombroses protestes i manifestacions en els dels anys, incloent les protestes de 1977 i de març del 2003, aquesta última contra la Guerra de l'Iraq.

### Protestes del 2011
La plaça Tahrir va ser una de les principals zones de reunió durant les protestes a Egipte de 2011, i la principal al Caire. Més de 15.000 manifestants van ocupar la plaça el 25 de gener, i els serveis de telefonia de la zona van ser tallats durant les protestes. En els dies següents, la plaça va continuar sent el principal focus de protestes de la ciutat. Durant el 29 de gener, avions de combat de les Forces Armades egípcies van volar a baixa altura sobre la multitud reunida a la plaça. Corresponsals de la BBC van informar que el 30 de gener, el setè dia de les protestes, els manifestants a la plaça havien augmentat almenys a 50.000 persones, i el 31 de gener corresponsals d'Al-Jazeera van anunciar que les manifestacions havien augmentat almenys en 250.000 persones. L'endemà, l'1 de febrer, Al Jazeera va comunicar que més d'un milió de manifestants s'havien reunit a la plaça i els carrers adjacents.